# 华人歌曲音乐盛典
《全球华人歌曲排行榜》（英語：Global Chinese Pop Chart），简称华歌榜，或称《华人歌曲音乐盛典》（英語：China Music Awards），是中国电视艺术家协会主办的音乐类奖项。前身为《中国歌曲排行榜颁奖典礼》、《北京流行音乐典礼》（英語：Beijing Pop Music Awards）

## 历史
《华歌榜》前身为《中国歌曲排行榜颁奖典礼》、《北京流行音乐典礼》（英語：Beijing Pop Music Awards）。2013年暂停举办颁奖典礼。2018年恢复举办颁奖典礼并正式更名为《华人歌曲音乐盛典》。
2018年8月29日于北京国家奥林匹克体育中心体育馆举行《第一届华人歌曲音乐盛典》。
2019年8月30日于澳门威尼斯人金光综艺馆举行《第二届华人歌曲音乐盛典》，又称《京都念慈菴2019爱奇艺尖叫之夜华人歌曲音乐盛典晚会》。2020年停办至今。
两届《华人歌曲音乐盛典》直播平台为爱奇艺。

## 数据来源
2018年排行榜名单数据来自2017年1月至2018年7月期间。
2019排行榜名单数据来自2018年7月至2019年6月期间。
由《华歌榜》、《中歌榜》、《全球榜》三个大榜52周的节目数据、听众反馈数据、DJ评审数据、专家评审数据。还有经过专家评审团，包括北京、香港、台湾、马来西亚、新加坡的电台DJ评审团和中国视协的文艺专家们共同参与，并结合听众反馈数据所得出的综合结果。
年度最佳系列则由来自北京、香港、台湾、马来西亚、新加坡最优秀的电台DJ组成的DJ评审团、中国视协的文艺专家评审团共同打分评选。
最受欢迎系列与全能、全媒体推荐等独立荣誉则以华歌榜、中歌榜、全球榜每期节目对歌手与作品的成绩反馈，包括在市场的受欢迎程度与全网整体表现为依据做出最终评定。

## 历届主要奖项
| 届数 | 最佳男歌手 | 最佳男歌手 | 最佳女歌手 | 最佳女歌手 | 最佳专辑           | 最佳专辑              | 最受欢迎男歌手 | 最受欢迎男歌手 | 最受欢迎女歌手 | 最受欢迎女歌手 | 最受欢迎乐队/组合 |
| 届数 | 内地       | 港台       | 内地       | 港台       | 内地               | 港台                  | 内地           | 港台           | 内地           | 港台           |                   |
| ---- | ---------- | ---------- | ---------- | ---------- | ------------------ | --------------------- | -------------- | -------------- | -------------- | -------------- | ----------------- |
| 1    | 张杰       | 林俊杰     | 张靓颖     | 徐佳莹     | 汪峰《果岭里29号》 | 林俊杰《伟大的渺小》  | 薛之谦         | 周杰伦         | 张碧晨         | 莫文蔚         | 火箭少女101       |
| 2    | 张杰       | 王力宏     | 张靓颖     | 梁静茹     | 薛之谦《怪咖》     | 蔡依林《Ugly Beauty》 | 薛之谦         | 周杰伦         | 李宇春         | 蔡依林         | Nine Percent      |

## 2018年获奖名单
| 第一届华人歌曲音乐盛典               | 第一届华人歌曲音乐盛典      | 第一届华人歌曲音乐盛典                                                                                              |
| 奖项                                 | 获奖者                      | 入围者 |
| ------------------------------------ | --------------------------- | --- |
| 华人年度歌手                         | 汪峰                        | — |
| 华人杰出青年歌手                     | 华晨宇                      | 张碧晨 华晨宇 许魏洲 邓紫棋 窦靖童                                                                                  |
| 年度最受欢迎女歌手（内地）           | 张碧晨                      | 袁娅维 宋茜 张靓颖 李宇春 张碧晨                                                                                    |
| 年度最受欢迎女歌手（港台及海外地区） | 莫文蔚                      | 邓紫棋 莫文蔚 孙燕姿 徐佳莹 张惠妹                                                                                  |
| 年度最受欢迎男歌手（内地）           | 薛之谦                      | 华晨宇 鹿晗 许魏洲 薛之谦 张杰                                                                                      |
| 年度最受欢迎男歌手（港台及海外地区） | 周杰伦                      | 林俊杰 陈奕迅 王力宏 萧敬腾 周杰伦                                                                                  |
| 年度最受欢迎新人                     | 毛不易                      | 王琳凯 朱星杰 艾福杰尼 毛不易 Lamp猴子                                                                              |
| 年度最受欢迎乐队及组合               | 火箭少女101                 | 火箭少女101 NINE PERCENT TFBOYS SNH48 ONER                                                                          |
| 年度最受欢迎影视金曲                 | 张碧晨 杨宗纬《凉凉》       | 张杰 张碧晨《只要平凡》 袁娅维《说散就散》 于文文《体面》 张靓颖《十里桃花》 张碧晨 杨宗纬《凉凉》                  |
| 年度全能女艺人                       | 莫文蔚                      | 莫文蔚 宋茜 刘涛 李宇春 关晓彤                                                                                      |
| 年度全能男艺人                       | 许魏洲                      | 黄渤 许魏洲 王力宏 何晟铭 张艺兴                                                                                    |
| 全媒体推荐年度女歌手                 | 袁娅维                      | 张靓颖 袁娅维 张碧晨 谭维维 邓紫棋                                                                                  |
| 全媒体推荐年度男歌手                 | 李荣浩                      | 张杰 李荣浩 华晨宇 许嵩 许魏洲                                                                                      |
| 全媒体推荐最具风格歌手               | 窦靖童                      | — |
| 全媒体推荐年度新人                   | 王琳凯                      | 毛不易 VAVA 周深 王琳凯 朱星杰                                                                                      |
| 年度最佳女歌手（内地）               | 张靓颖                      | 张靓颖 黄绮珊 袁娅维 张碧晨                                                                                         |
| 年度最佳女歌手（港台及海外地区）     | 徐佳莹                      | 孙燕姿 莫文蔚 徐佳莹 张惠妹 邓紫棋                                                                                  |
| 年度最佳男歌手（内地）               | 张杰                        | 华晨宇 李健 汪峰 薛之谦 张杰                                                                                        |
| 年度最佳男歌手（港台及海外地区）     | 林俊杰                      | 王力宏 林俊杰 周杰伦 杨宗纬 陈奕迅                                                                                  |
| 年度最佳专辑（内地）                 | 汪峰《果岭里29号》          | 华晨宇《H》 汪峰《果岭里29号》 赵雷《无法长大》 郭顶《飞行器的执行周期》 朴树《猎户星座》                           |
| 年度最佳专辑（港台及海外地区）       | 林俊杰《伟大的渺小》        | 张惠妹《偷故事的人》 莫文蔚《我们在中场相遇》 林俊杰《伟大的渺小》 徐佳莹《心里学》 陈奕迅《C'mon In~》             |
| 年度最佳作词                         | 李宗盛 公路《出城》         | 李宗盛 公路《出城》 毛不易《消愁》 张楚翘《说散就散》 小寒《伟大的渺小》 李荣浩《慢慢喜欢你》                       |
| 年度最佳作曲                         | 谭旋《凉凉》                | 朴树《清白之年》 伍乐城《说散就散》 林俊杰《伟大的渺小》 谭旋《凉凉》 李荣浩《慢慢喜欢你》                          |
| 年度最佳编曲                         | 赵兆《消愁》                | 赵兆《消愁》 吴庆隆《伟大的渺小》 朴树《清白之年》 汪峰《时代的标记》 陈建骐《言不由衷》                            |
| 年度最佳创作新人                     | 毛不易                      | 诺尔曼 王琳凯 廖俊涛 毛不易 黄旭                                                                                    |
| 年度最佳新人                         | 周深                        | 毛不易 钟易轩 王琳凯 周深 VAVA                                                                                      |
| 年度最佳乐队及组合                   | 狮子合唱团                  | 黑豹乐队 零点乐队 五月天 狮子合唱团 陈楚生&SPY.C                                                                    |
| 年度最佳创作女歌手                   | 叶蓓                        | 叶蓓 邓紫棋 窦靖童 蔡健雅 徐佳莹                                                                                    |
| 年度最佳创作男歌手                   | 许嵩                        | 许嵩 林俊杰 郭顶 李荣浩 赵雷                                                                                        |
| 年度最佳舞台演绎女歌手               | 张靓颖                      | 莫文蔚 张靓颖 李宇春 宋茜 邓紫棋                                                                                    |
| 年度最佳舞台演绎男歌手               | 许魏洲                      | 周杰伦 林俊杰 张杰 许魏洲 王力宏                                                                                    |
| 年度最佳专辑制作人（内地）           | 汪峰《果岭里29号》          | 郑楠《H》 汪峰《果岭里29号》 赵雷《无法长大》 郭顶《飞行器的执行周期》 朴树 张亚东《猎户星座》                      |
| 年度最佳专辑制作人（港台及海外地区） | 林俊杰《伟大的渺小》        | 小安《偷故事的人》 莫文蔚《我们在中场相遇》 林俊杰《伟大的渺小》 陈建骐 陈君豪 陈星翰《心里学》 陈哲庐《C'mon In~》 |
| 年度最具影响力演唱会                 | 张杰《未·LIVE》             | 林俊杰《圣所》 汪峰《岁月》 薛之谦《我好像在哪见过你》 张杰《未LIVE》 周杰伦《地表最强》                            |
| 年度最佳公益歌曲                     | 何晟铭《母亲的微笑》        | — |
| 乐坛新势力                           | 艾福杰尼                    | — |
| 乐坛新势力                           | 黄旭                        | — |
| 乐坛新势力                           | VAVA                        | — |
| 乐坛新势力                           | 朱星杰                      | — |
| 乐坛新势力                           | Lamp猴子                    | — |
| 乐坛新势力                           | 廖俊涛                      | — |
| 乐坛新势力                           | 钟易轩                      | — |
| 年度金曲                             | 窦靖童《Jungle Pink》       | — |
| 年度金曲                             | 华晨宇《齐天》              | — |
| 年度金曲                             | 何晟铭《母亲的微笑》        | — |
| 年度金曲                             | 林俊杰《伟大的渺小》        | — |
| 年度金曲                             | 李剑青《出城》              | — |
| 年度金曲                             | 毛不易《消愁》              | — |
| 年度金曲                             | 莫文蔚《慢慢喜欢你》        | — |
| 年度金曲                             | 袁娅维《说散就散》          | — |
| 年度金曲                             | 汪峰《时代的标记》          | — |
| 年度金曲                             | 王琳凯《Good Night》        | — |
| 年度金曲                             | 薛之谦《摩天大楼》          | — |
| 年度金曲                             | 徐佳莹《言不由衷》          | — |
| 年度金曲                             | 许嵩《老古董》              | — |
| 年度金曲                             | 于文文《体面》              | — |
| 年度金曲                             | 叶蓓 许巍《流浪途中爱上你》 | — |
| 年度金曲                             | 张碧晨 杨宗纬《凉凉》       | — |
| 年度金曲                             | 张杰《Pretty White Lies》   | — |
| 年度金曲                             | 张靓颖《我》                | — |
| 年度金曲                             | 周杰伦 杨瑞代《等你下课》   | — |
| 年度金曲                             | 周深《蓝色降落伞》          | — |

## 2019年获奖名单
| 第二届华人歌曲音乐盛典               | 第二届华人歌曲音乐盛典                   | 第二届华人歌曲音乐盛典 |
| 奖项                                 | 获奖者                                   | 入围者 |
| ------------------------------------ | ---------------------------------------- | --- |
| 2019华人年度歌手                     | 汪峰                                     | — |
| 年度最佳男歌手（内地）               | 张杰                                     | 李荣浩 毛不易 孙楠 薛之谦 张杰                                                                                                  |
| 年度最佳男歌手（港台及海外地区）     | 王力宏                                   | 陈奕迅 方大同 王力宏 吴青峰 周杰伦                                                                                              |
| 年度最佳女歌手（内地）               | 张靓颖                                   | 李宇春 袁娅维 郁可唯 张碧晨 张靓颖                                                                                              |
| 年度最佳女歌手（港台及海外地区）     | 梁静茹                                   | 蔡依林 梁静茹 林忆莲 许茹芸 张惠妹                                                                                              |
| 年度最佳专辑（内地）                 | 薛之谦《怪咖》                           | 李荣浩《耳朵》 薛之谦《怪咖》 张靓颖《Past Progressive》 小柯《五十岁的狂欢》 张杰《未·LIVE》                                   |
| 年度最佳专辑（港台及海外地区）       | 蔡依林《Ugly Beauty》                    | 林忆莲《0》 陈奕迅《L.O.V.E.》 蔡依林《Ugly Beauty》 梁静茹《我好吗？-太阳如常升起》 许茹芸《绽放的绽放的绽放》                 |
| 年度最受欢迎女歌手（内地）           | 李宇春                                   | 李宇春 孟美岐 袁娅维 张碧晨 张靓颖                                                                                              |
| 年度最受欢迎女歌手（港台及海外地区） | 蔡依林                                   | 蔡依林 邓紫棋 梁静茹 田馥甄 徐佳莹                                                                                              |
| 年度最受欢迎男歌手（内地）           | 薛之谦                                   | 蔡徐坤 华晨宇 薛之谦 张艺兴 张杰                                                                                                |
| 年度最受欢迎男歌手（港台及海外地区） | 周杰伦                                   | 陈奕迅 王力宏 吴亦凡 萧敬腾 周杰伦                                                                                              |
| 年度最受欢迎新人                     | UNINE                                    | 艾热 邓超元 刘宇宁 UNINE 王菊                                                                                                   |
| 年度最受欢迎乐队                     | 新裤子                                   | 声音碎片 狮子合唱团 斯斯与帆 Supper Moment 新裤子                                                                               |
| 年度最受欢迎组合                     | Nine Percent                             | 房东的猫 火箭少女101 Nine Percent UNINE 乐华七子                                                                                |
| 年度最受欢迎说唱歌手                 | 王以太                                   | 艾热 王以太 吴亦凡 王琳凯 周汤豪                                                                                                |
| 年度最受欢迎影视金曲                 | 孙楠《无妨》                             | 何晟铭《悲喜楼》 林忆莲 张惠妹《双影》 孙楠《无妨》 陈奕迅《相信你的人》 胡夏 郁可唯《知否知否》                                |
| 年度全能女艺人（内地）               | 白百何                                   | 白百何 刘涛 任素汐 杨紫 周迅 |
| 年度全能女艺人（港台及海外地区）     | 陶晶莹                                   | 刘嘉玲 欧阳娜娜 秋瓷炫 陶晶莹 徐若瑄                                                                                            |
| 年度全能男艺人（内地）               | 黄渤                                     | 邓伦 黄渤 何晟铭 黄晓明 潘粤明                                                                                                  |
| 年度全能男艺人（港台及海外地区）     | 李治廷                                   | 陈伟霆 李治廷 潘玮柏 吴亦凡 吴克群                                                                                              |
| 全媒体推荐年度女歌手                 | 袁娅维                                   | 邓紫棋 田馥甄 袁娅维 郁可唯 周笔畅                                                                                              |
| 全媒体推荐年度男歌手                 | 王琳凯                                   | 李荣浩 林宥嘉 毛不易 王琳凯 尤长靖                                                                                              |
| 全媒体推荐年度新人                   | 王菊                                     | 阿云嘎 焦迈奇 王菊 文慧如 杨芸晴                                                                                                |
| 2019华人杰出青年歌手                 | 蔡徐坤                                   | 蔡徐坤 华晨宇 毛不易 吴亦凡 张艺兴                                                                                              |
| 年度最佳作词                         | 李荣浩《年少有为》                       | 李荣浩《年少有为》 李宇春《新物种》 毛不易《一荤一素》 薛之谦《天份》 易家扬《双影》                                            |
| 年度最佳作曲                         | 谭璇《小至》                             | 陈绮贞《小船》 丁薇《双影》 李荣浩《年少有为》 彭青《你是人间的四月天》 谭璇《小至》                                            |
| 年度最佳编曲                         | Martin Tang《双影》                      | 方大同《白发》 恭硕良 Kelvin Avon 常石磊《晨光》 Martin Tang《双影》 Peter Wallevik Daniel Davidsen《Perfume》 小柯《给发小儿》 |
| 年度最佳创作新人                     | 陈雪凝                                   | 艾热 蔡维泽 陈雪凝 孔艺弦 文如慧                                                                                                |
| 年度最佳新人                         | 刘宇宁                                   | 蔡维泽 陈雪凝 刘宇宁 石凯 郑云龙                                                                                                |
| 年度最佳创作女歌手（内地）           | 丁薇                                     | 陈粒 丁薇 李霄云 苏运莹 谢春花                                                                                                  |
| 年度最佳创作女歌手（港台及海外地区） | 窦靖童                                   | 陈绮贞 岑宁儿 邓紫棋 窦靖童 王诗安                                                                                              |
| 年度最佳创作男歌手（内地）           | 毛不易                                   | 陈楚生 李泉 李荣浩 毛不易 小柯                                                                                                  |
| 年度最佳创作男歌手（港台及海外地区） | 方大同                                   | 方大同 王力宏 吴克群 吴青峰 周杰伦                                                                                              |
| 年度最佳舞台演绎女歌手               | 李宇春                                   | 蔡依林 邓紫棋 江映蓉 李宇春 孟美岐                                                                                              |
| 年度最佳舞台演绎男歌手               | 蔡徐坤                                   | 蔡徐坤 潘玮柏 王琳凯 朱星杰 张艺兴                                                                                              |
| 年度最佳专辑制作（内地）             | 谭璇 小柯                                | Jim Beanz 张靓颖 Cheryl Banks Rick Fraizer 谭璇 小柯 薛之谦 张杰 火星电台                                                       |
| 年度最佳专辑制作（港台及海外地区）   | 常石磊 恭硕良 Kelvin Avon                | 陈建琪 常石磊 恭硕良 Kelvin Avon 陈星翰 剃刀蒋 陈君豪 Ozi 蔡依林 王双骏 钟成虎                                                  |
| 年度公益歌曲                         | 王力宏《星光》                           | — |
| 年度最具影响力演唱会                 | 张杰《未·LIVE》                          | — |
| 乐坛新势力                           | 邓超元                                   | — |
| 乐坛新势力                           | 蔡维泽                                   | — |
| 乐坛新势力                           | 孔艺弦                                   | — |
| 乐坛新势力                           | 艾热                                     | — |
| 乐坛新势力                           | 石凯                                     | — |
| 年度金曲                             | 蔡徐坤《Wait Wait Wait》                 | — |
| 年度金曲                             | 蔡依林《怪美的》                         | — |
| 年度金曲                             | 陈雪凝《你的酒馆对我打了烊》             | — |
| 年度金曲                             | 方大同《白发》                           | — |
| 年度金曲                             | 何晟铭《悲喜楼》                         | — |
| 年度金曲                             | 江映蓉 蔡俊辉 彭浩楷《Never Let You Go》 | — |
| 年度金曲                             | 李宇春《新物种》                         | — |
| 年度金曲                             | 李荣浩《年少有为》                       | — |
| 年度金曲                             | 李治廷 郁可唯《小至》                    | — |
| 年度金曲                             | 梁静茹《慢冷》                           | — |
| 年度金曲                             | 孙楠《无妨》                             | — |
| 年度金曲                             | 王力宏《星光》                           | — |
| 年度金曲                             | 王以太《目不转睛》                       | — |
| 年度金曲                             | 王诗安《脉络》                           | — |
| 年度金曲                             | 汪峰《灿烂的你》                         | — |
| 年度金曲                             | 吴青峰《歌颂者》                         | — |
| 年度金曲                             | 吴亦凡《大碗宽面》                       | — |
| 年度金曲                             | 王琳凯《别叫我达芬奇》                   | — |
| 年度金曲                             | 小柯 老狼《给发小儿》                    | — |
| 年度金曲                             | 薛之谦《怪咖》                           | — |
| 年度金曲                             | 郁可唯 胡夏《知否知否》                  | — |
| 年度金曲                             | 张碧晨《等你像》                         | — |
| 年度金曲                             | 张靓颖《Pull Me Up》                     | — |
| 年度金曲                             | 张杰《Perfume》                          | — |
| 年度金曲                             | 张艺兴《Honey》                          | — |
| 年度金曲                             | 张惠妹 林忆莲《双影》                    | — |
| 年度金曲                             | 周杰伦《不爱我就拉倒》                   | — |
| 年度金曲                             | 朱星杰《小丑》                           | — |